# Ḩasan Darmānī
Ḩasan Darmānī (persiska: حسن درمانی, Ḩasan Dāyer Mānī) är en ort i Iran.   Den ligger i provinsen Gilan, i den nordvästra delen av landet, 300 km nordväst om huvudstaden Teheran. Ḩasan Darmānī ligger 1 195 meter över havet och antalet invånare är 124.
Terrängen runt Ḩasan Darmānī är kuperad åt nordväst, men åt sydost är den bergig. Ḩasan Darmānī ligger nere i en dal. Runt Ḩasan Darmānī är det ganska glesbefolkat, med 45 invånare per kvadratkilometer. Närmaste större samhälle är Saqqāvāz, 16,4 km nordväst om Ḩasan Darmānī. Trakten runt Ḩasan Darmānī består i huvudsak av gräsmarker.